# Joutenjärvi (sjö i Karstula, Mellersta Finland)
Joutenjärvi är en sjö i kommunen Karstula i landskapet Mellersta Finland i Finland. Den är 4 meter djup. Arean är 42 hektar och strandlinjen är 6 kilometer lång. Sjön  ingår i Kymmene älvs huvudavrinningsområde.   Den ligger omkring 93 kilometer nordväst om Jyväskylä och omkring 300 kilometer norr om Helsingfors. 